# Howard Zimmerman

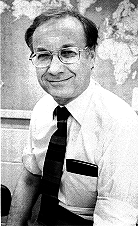
Howard Zimmerman

Howard E. Zimmerman (* 5. Juli 1926 in New York City; † 12. Februar 2012 in Madison, Wisconsin) war ein US-amerikanischer Chemiker. Er galt als Pionier in organischer Photochemie.
Zimmerman studierte nach Wehrdienst im Zweiten Weltkrieg als Panzerkanonier Chemie an der Yale University mit dem Bachelor-Abschluss 1950 mit Bestnoten (er erhielt den Chittenden Award von Yale) und der Promotion 1953. Als Post-Doktorand war er bei Robert B. Woodward an der Harvard University. 1954 wurde er Assistant Professor an der Northwestern University, 1960 Associate Professor und später Professor an der University of Wisconsin–Madison. 1956 wurde er Sloan Research Fellow. Ab 1990 war er Hilldale and A. C. Cope Professor für Chemie.
Er befasste sich theoretisch mit der Anwendung von Quantenmechanik auf Photoreaktionen. Er war für seine pädagogischen Fähigkeiten bekannt und er gab für die American Chemical Society Kurse in Molekülorbitaltheorie und Quantenchemie. Er organisierte das Symposium für Photochemie der IUPAC 1972 in Baden-Baden und fünf Pacifichem-Symposia.
Seine Forschungen hatten Anwendungen in der Organischen Synthese, zum Beispiel seine Aufklärung des Mechanismus der Di-Pi-Methan-Umlagerung 1967.
1976 erhielt er den James Flack Norris Award und 1991 den Arthur Cope Award der American Chemical Society, 1980 den Halpern Award der New York Academy of Sciences und 1985 den Pioneer Award des American Institute of Chemists. 1988 erhielt er den Humboldt-Forschungspreis. Er war Mitglied der National Academy of Sciences (1980).

## Schriften
- Quantum mechanics for organic chemists. Academic Press 1975
- Five decades of mechanistic and exploratory organic photochemistry. In: Pure and Applied Chemistry. Band 78, 2006, S. 2193–2203
- Moebius-Hueckel concept in organic chemistry. Application of organic molecules and reactions. In: Accounts of Chemical Research. Band 4, 1971, S. 272–280
- Some Theoretical Aspects of Organic Photochemistry. In: Accounts of Chemical Research. Band 10, 1982, S. 312–317.
- mit Diego Armesto: Synthetic Aspects of the Di-π-methane Rearrangement. In: Chemical Reviews. Band 96, 1996, S. 3065–3112.